# Lyssomanes diversus
Lyssomanes diversus är en spindelart som beskrevs av Galiano 1980. Lyssomanes diversus ingår i släktet Lyssomanes och familjen hoppspindlar. Inga underarter finns listade i Catalogue of Life.